# 오리온 전기 (일본의 기업)
오리온 전기 주식회사(일본어: オリオン電機株式会社)는 일본의 전기기기 제조업체이다.